# Експеримент Паунда і Ребки
Експериме́нт Па́унда і Ре́бки — перевірка сповільнення ходу часу в полі тяжіння (експериментальне підтвердження існування гравітаційного червоного зміщення), запропонована 1959 року і виконана в 1959—1960 роках співробітником Гарвардського університету Робертом Паундом і його аспірантом Гленом Ребкою в лабораторному контрольованому експерименті. Отримане значення в межах похибок експерименту (10 %) блискуче підтвердило принцип еквівалентності та загальну теорію відносності Ейнштейна, яка базується на ньому. Пізніше (1964 року) в подібному експерименті Паунд і Снайдер отримали збіг виміряного і теоретичного значень з точністю близько 1 %. 1980 року точність перевірки релятивістських передбачень гравітаційного червоного зміщення була покращена до 0,007 % в експериментах Gravity Probe A з водневим мазером у космосі.

## Передумови експерименту
Ще 1916 року Ейнштейн запропонував три варіанти експериментальної перевірки своєї загальної теорії відносності (вони відомі як класичні тести ЗТВ):
- аномальна прецесія перигелію Меркурія;
- відхилення світла Сонцем;
- гравітаційне червоне зміщення (або сповільнення ходу годинника в гравітаційному полі).

Перший ефект був виявлений ще 1859 року і залишався непоясненим до появи ЗТВ. Другий ефект був підтверджений спостереженнями Еддінгтона під час сонячного затемнення 1919 року, які стали вирішальними для визнання теорії Ейнштейна не лише серед фізиків, але і в масовій культурі. Однак третій класичний тест через вкрай малий очікуваний ефект сповільнення часу в слабкому гравітаційному полі Землі (і навіть Сонця) не міг бути надійно перевірений доти, доки експериментальна техніка не досягла потрібної чутливості. Ранні спроби включали в себе вимірювання червоного зміщення спектральних ліній Сонця і білих карликів, однак через те, що зміщення типово значно менше від повної ширини таких ліній і може викликатися й іншими причинами (у випадку Сонця основною причиною є великомасштабна конвекція у сонячних комірках), інтерпретації експериментів залишалися суперечливими. В результаті цей аспект теорії чекав надійної перевірки понад сорок років.

## Опис експерименту

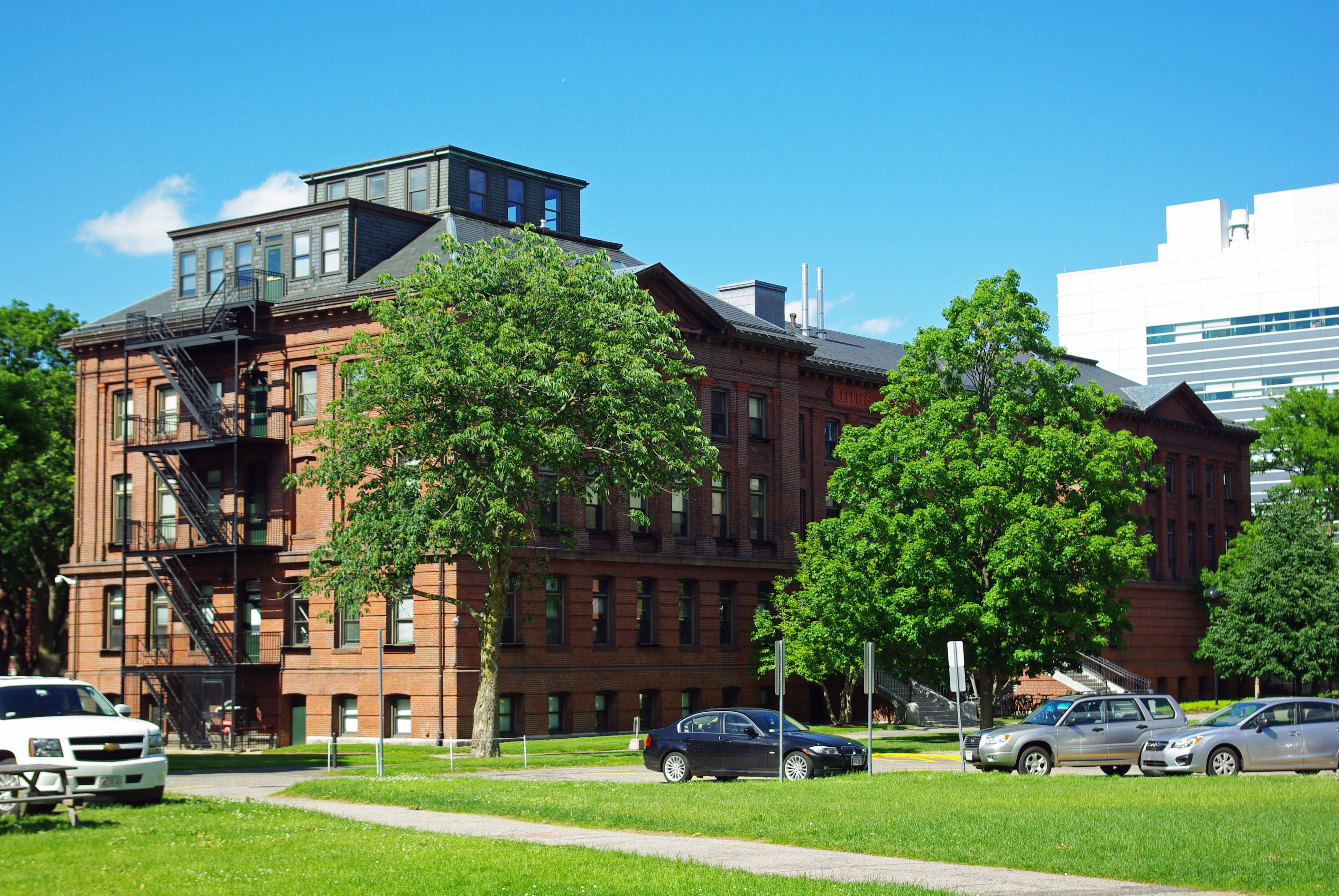
Джефферсонівська фізична лабораторія у Гарвардському університеті. Експеримент був виконаний в башті лівого крила, яка частково прихована горищем, надбудованим пізніше

Для визначення різниці темпу ходу часу в рознесених по висоті точках Паунд і Ребка використали вимірювання частоти фотонів у двох точках вздовж їхньої траєкторії: в точці випромінювання і в точці поглинання. Різниця у виміряній частоті у верхній та нижній точках вказує на різницю ходу часу в цих точках. Гамма-квант з енергією 14,4 кеВ, випромінюваний збудженим ядром 57Fe у переході на основний стан, проходив відстань h = 22,5 м по вертикалі в полі тяжіння Землі та резонансно поглинався мішенню з того же матеріалу. При точному збіганні частот фотона в точці випромінювання і поглинання і відсутності віддачі ядер, які його випромінюють і поглинають, ймовірність поглинання максимальна (джерело і поглинач налаштовані в резонанс); при розходженні частоти фотона і поглинача ймовірність поглинання зменшується, у залежності від різниці частот і «гостроти» резонансу (тобто ширини лінії поглинання). Ця схема еквівалентна радіопередавачу та радіоприймачу, що налаштовані на одну частоту; у відповідності до ЗТВ, коли приймач переноситься вниз, в точку з більшим гравітаційним потенціалом, частота, на яку він налаштований, зменшується з точки зору спостерігача, що залишився біля передавача, як сповільнюються і будь-які інші процеси, і в результаті приймач і передавач виходять із резонансу — електромагнітне випромінювання передавача перестає поглинатися приймачем. Однак ефект у слабкому гравітаційному полі Землі дуже малий, тому його виявлення наштовхується на суттєві експериментальні труднощі. У першу чергу, навіть при випромінюванні й поглинанні в одній точці (тобто навіть за відсутності гравітаційного червоного зміщення) буде спостерігатися суттєвий доплерівський зсув частот між атомами, які випромінюють і поглинають  через те, що обидва атоми отримують імпульс віддачі від фотона. Цей доплерівський зсув віддачі для одиночного атома 57Fe на п'ять порядків більший від очікуваного ефекту. Тому в експерименті використовувався відкритий всього за два роки до його проведення ефект Мессбауера, який забезпечує поглинання імпульсу віддачі при випромінюванні й поглинанні фотона не окремим ядром атома, а всім кристалом (точніше, його макроскопічною частиною), так що енергія фотона при випромінюванні практично не витрачається на віддачу. Згідно з принципом еквівалентності, відносна зміна частоти світла {\displaystyle {\frac {\delta \nu }{\nu }}} для фотона, випроміненого в точці з гравітаційним потенціалом {\displaystyle \varphi _{1}} і поглинутого в точці з гравітаційним потенціалом {\displaystyle \varphi _{2},} дорівнює {\displaystyle {\frac {\delta \nu }{\nu }}={\frac {\varphi _{2}-\varphi _{1}}{c^{2}}}.} В умовах експерименту відносна зміна частоти світла у відповідності до загальної теорії відносності повинна дорівнювати
{\displaystyle {\frac {\delta \nu }{\nu }}=-{\frac {gh}{c^{2}}}=-2{,}46\times 10^{-15},}
де g — прискорення вільного падіння,
h = 22,5 м — відстань (висота випромінювача відносно поглинача),
c — швидкість світла.
Абсолютний зсув енергії для гамма-квантів 57Fe з енергією E = 14,4 кеВ становить при цьому всього 3,54·10−11 еВ.
Точності наявної у Паунда і Ребки апаратури не вистачало для таких вимірювань. Тоді дослідники придумали дотепний прийом для підвищення точності вимірювань зсуву частоти: вони здогадалися рухати джерело фотонів вгору і вниз зі швидкістю {\displaystyle v_{0}\cos \omega t,} де {\displaystyle \omega } було деякою постійною частотою, декілька десятків герц, а {\displaystyle v_{0}} було підібрано так, щоб доплерівський зсув частоти від нього набагато перевищував очікуваний гравітаційний зсув частот. Гравітаційне червоне зміщення, викликане різницею гравітаційного сповільнення часу в точках випромінювання і прийому, додається до доплерівського зміщення і гравітаційний відносний зсув частоти можна оцінити за змінами доплерівського зміщення, яке легко зареєструвати. Джерелом була залізна фольга товщиною 15 мкм з розташованим в ній 57Co активністю близько 0,4 Кі, при розпаді якого шляхом електронного захоплення (з періодом напіврозпаду 272 дня) виникав 57Fe у збудженому стані з енергією 14,4 кеВ. В експерименті джерело помістили на рухомий елемент п'єзодинаміка, на який подавався синусоїдальний сигнал звукової частоти 50 Гц. Дані знімалися протягом кожної чверті періоду (5 мс) навколо моменту максимальної швидкості джерела. Крім того, джерело разом із п'єзодинаміком помістили на гідравлічному поршні, який забезпечував поступальне рівномірне переміщення джерела до поглинача (або від нього) зі швидкістю близько 6·10−4 см/с; цей пристрій дозволяв за відомим сигналом (доплерівським червоним або синім зміщенням від постійної швидкості джерела) відкалібрувати отриманий спектр. Між джерелом і поглиначем розташовувалася труба діаметром 40 см із пластикової плівки, наповнена гелієм під атмосферним тиском, для усунення поглинання гамма-квантів у повітрі. 57Fe як мессбауерівський ізотоп був вибраний завдяки тому, що з ним можна працювати при кімнатній температурі (на відміну, наприклад, від 67Zn, з яким доводилося працювати при температурі рідкого гелію), а також завдяки більшому періоду напіврозпаду джерела (57Co) та високій інтенсивності гамма-лінії.
Детектором гамма-квантів була збірка із семи сцинтиляторів NaI товщиною 7 мм, встановлених на фотоелектронних помножувачах. На сцинтилятори зверху встановлювалися поглиначі — сім берилієвих дисків товщиною 1 см, на які гальванічно була нанесена плівка із заліза, збагаченого 57Fe до 32 %.
Спочатку Паунд і Ребка отримали значення відносного зсуву частоти гамма-квантів у 4 рази більше від очікуваного. Ця відмінність пояснювалася різницею температур джерела та мішені, що було вказано Джозефсоном. Тепловий рух атома-джерела (як і атома-поглинача) за рахунок класичного ефекту Доплера в середньому не зсуває лінії випромінювання і поглинання, призводячи лише до їх розширення, оскільки в класичний доплерівський зсув робить внесок лише проєкція швидкості випромінювача (приймача) на напрямок поширення фотона, а ця проєкція в середньому дорівнює нулю. Однак спецрелятивістське сповільнення часу (релятивістський ефект Доплера) залежить не від напрямку швидкості джерела (приймача), а лише від її абсолютної величини, тому в середньому не обнуляється. В результаті теплового руху релятивістський ефект Доплера при різниці температур джерела і поглинача в 1 °C дає відносний зсув частот {\displaystyle {\frac {\left\langle v^{2}\right\rangle }{2c^{2}}}} близько 2,20·10−15, що майже дорівнює очікуваному загальнорелятивістському ефекту. Дослідникам довелося вимірювати ці температури і враховувати їх різницю. Лише після цього був отриманий кінцевий результат для гравітаційного зміщення частоти: {\displaystyle {\frac {\delta \nu }{\nu }}=-(2{,}57\pm 0{,}26)\times 10^{-15},} який в межах похибок вимірювання збігався з теоретичним передбаченням ЗТВ.

## Подальші експерименти
1964 року Паунд (спільно зі Снайдером) покращив точність експерименту на порядок, отримавши збігання виміряного і теоретичного значень з точністю близько 1 %.
1976 року групою фізиків Смітсонівського інституту під керівництвом Роберта Вессо проведений експеримент Gravity Probe A з вимірювання гравітаційного зміщення частот між двома водневими мазерами, одним наземним та іншим, встановленим на суборбітальній ракеті Scout, запущеній на висоту 10 273 км. Попередня обробка результатів дала похибку 0,007 % від теоретичного значення. На 2014 рік цей експеримент поки залишається найточнішим серед експериментів, які визначали різницю ходу годинників у точках із різними гравітаційними потенціалами (тобто гравітаційне червоне зміщення).
Серед чисто лабораторних експериментів з вимірювання гравітаційного червоного зміщення можна відмітити роботу фізиків Національного інституту стандартів і технології (США) 2010 року, в якій цей ефект був з допомогою атомного годинника виміряний між точками, розділеними по вертикалі відстанню менше метра.
Наразі гравітаційне сповільнення часу рутинно враховується при визначенні міжнародної шкали атомного часу — покази окремих атомних годинників, які складають пул хранителів часу цієї шкали і розташовуються в лабораторіях на різній висоті над рівнем моря, приводяться до поверхні геоїда. Поправка на гравітаційне сповільнення часу (а також на релятивістський ефект Доплера, який у цьому випадку має обернений знак) вводиться у бортовий годинник навігаційних супутників GPS і GLONASS. Так, на висоті супутників GPS (20 180 км) поправка на гравітаційне червоне зміщення відносно поверхні Землі становить −45 мкс за добу (знак мінус означає, що годинник без поправки на орбіті іде швидше, ніж на Землі).

## Значення в історії науки
Стівен Вайнберг відмічає, що експеримент Паунда і Ребки має особливе значення, як незалежна від експериментів Етвеша і Дікке перевірка принципу еквівалентності. Крім того, експеримент Паунда і Ребки є першим проведеним у земних умовах експериментом з вивчення впливу гравітації на електромагнітні явища.